# Medicago cyrenaea
Medicago cyrenaea är en ärtväxtart som beskrevs av René Charles Maire och Marc Weiller. Medicago cyrenaea ingår i släktet luserner, och familjen ärtväxter. Inga underarter finns listade i Catalogue of Life.